# Chevrolet Camaro: Wild Ride
Chevrolet Camaro: Wild Ride es un videojuego de carreras desarrollado por Visual Impact y publicado por Storm City Games, lanzado el 30 de octubre de 2010 para Wii, el 5 de noviembre de 2010 para Nintendo DS y el 12 de septiembre de 2011 para Nintendo 3DS. El juego muestra las diferentes generaciones del Chevrolet Camaro.

## Jugabilidad
En Chevrolet Camaro: Wild Ride, pruebas tu temple contra otros conductores a través de traicioneras pistas en tres continentes. Elijes uno de los 12 vehículos Camaro para pilotar, en modelos que van desde 1971 hasta la actualidad. Disfrutas de las vistas mientras navegas por lugares de Asia, Europa y Estados Unidos.

## Recepción
El juego recibió críticas de mixtas a negativas según el sitio web agregador de reseñas Metacritic.